# Tropylium
Tropylium (of cycloheptatrieen) is een ion in de organische chemie met als formule C7H7+. Deze werd gesynthetiseerd in 1881 door Albert Ladenburg als ontledingsproduct van tropine.